# Pensamento sintético
O pensamento sintético ou sintetizar é uma forma de pensamento que utiliza a função de um fenômeno em um sistema maior para explicá-lo. Assim os órgãos do organismo humano, são explicados pelo papel que desempenham no organismo e não pelo comportamento de seus tecidos ou de suas estruturas de organização.
Pode-se dizer que este pensamento é o oposto do pensamento analítico, que faz o trabalho inverso ao dividir o sistema maior em partes menores que são mais facilmente explicáveis.